# Željko Krušelj
Željko Krušelj, (Kuzminec kraj Koprivnice, 5. kolovoza 1958.) hrvatski je novinar, publicist i sveučilišni profesor. 

## Životopis
U Zagrebu je diplomirao povijest i komparativnu književnost na Filozofskome fakultetu (1982.) i novinarstvo na Fakultetu političkih nauka (1982.). Pokretač je i prvi glavni urednik koprivničkog omladinskog lista LOK (1979.). Novinarstvom se počeo baviti 1977. godine u zagrebačkom Poletu kao dopisnik i reporter, a od 1980. i kao urednik. Godine 1982. je godine prešao u Arenu, a 1983. u politički tjednik Danas. Od 1991. godine komentator je u Vjesniku, od 1992. godine u Nedjeljnoj Dalmaciji te od 1994. do 2004. godine u Večernjem listu, gdje je u kolumni "Politički koloplet" pratio aktualne političke pojave. Nekoliko je godina obavljao uredničke i direktorske poslove u lokalnim tiskovinama, a od 1993. neprekidno objavljuje i regionalnu kolumnu "Podravska šaputanja". Od polovice 1980-ih zaokupljaju ga povijesne teme, ponajprije nacionalna povijest 20. stoljeća, pa u Danasu, Vjesniku i Večernjem listu sustavno prati hrvatsku historiografsku produkciju. Doktorirao 2015. na temi iz povijesti novinarstva na Odsjeku za povijest Filozofskog fakulteta u Zagrebu. Od 2012. predavač je na Medijskom sveučilištu u Koprivnici, kasnije Sveučilištu Sjever, gdje je 2017. stekao i status docenta. Od 2018. je pročelnik Odsjeka za novinarstvo, kasnije Odsjeka za komunikologiju, medije i novinarstvo. 

## Djela
- Otvoreni dossier: Bleiburg, (zbornik grupe autora, ur.  Marko Grčić), Vjesnik, Zagreb, 1990., (2. proš. izd., 1990.)[1]
- Krojači hrvatskih granica, Vjesnik i Ministarstvo informiranja Republike Hrvatske, Zagreb, 1991.
- Hrvatske granice i prijetnje amputacijama, Vjesnik i Ministarstvo informiranja Republike Hrvatske, Zagreb, 1991. (eng. izd. The borders of Croatia and threats to amputate Croatian territory, 1991.)
- Franjo Tuđman: biografija, Globus, Zagreb, 1991.
- Zemlja patuljaka: političke kozerije, Lora, Koprivnica, 1994.
- Bespuća podravske zbiljnosti: "podravska šaputanja": političke kozerije, Nakladna kuća Dr. Feletar, Koprivnica, 1999.
- U žrvnju državnog terora i ustaškog terorizma: politička zbivanja u koprivničkoj Podravini od objave šestosiječanjske diktature do sloma Kraljevine Jugoslavije, Hrvatski zemljopis - Naklada Dr. Feletar, Koprivnica, 2001.
- Habsburzi i Hrvati, Srednja Europa, Zagreb, 2003. (suautori Neven Budak i Mario Strecha)[2]
- Junaci iz doline, Planmedija, Koprivnica, 2004.
- Igraonica za odrasle: Polet 1976. – 1990., Adamić, Rijeka, 2015.
- Zarobljenici paralelnih povijesti: hrvatsko-srpska historiografska fronta na prijelazu stoljeća, Srednja Europa, Zagreb, 2018.
- Uredništvo: koncepti uređivanja u preddigirtalno i digitalno doba (suautor Gordana Tkalec), Sveučililšte Sjever, Koprivnica-Varaždin, 2019.